# Albingaunum
Albingaunum, ou  Alba Ingaunorum, est une cité romaine située à   Albenga,  Ligurie, Italie.

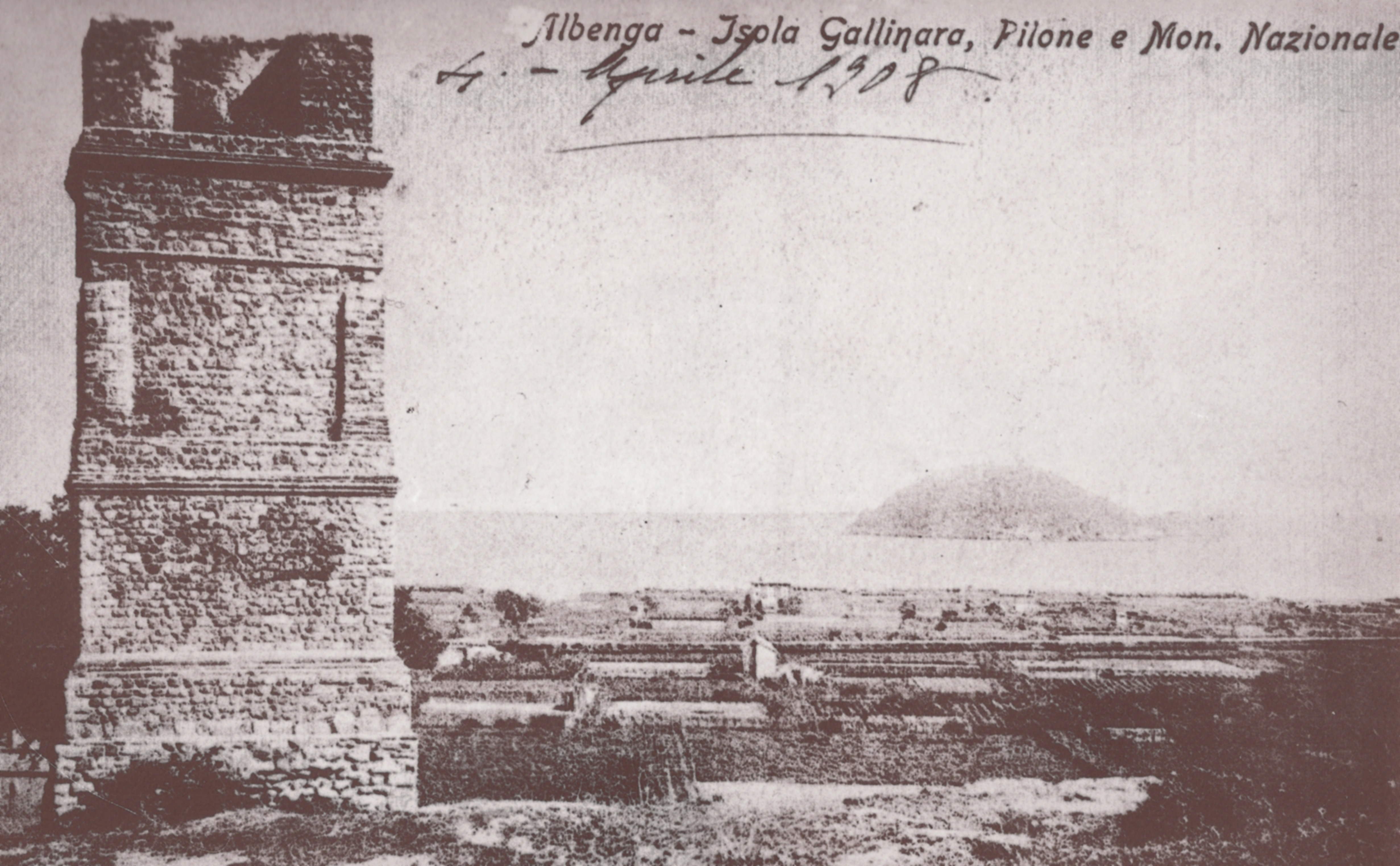
Le Pilone, un ancien tombeau romain surmonté d’une tour.

## Histoire
La fondation d' Alba Ingaunorum remonte au Ve siècle av. J.-C. Elle est dans  l'ancienne capitale des Ligures Ingauni.
Durant la deuxième guerre punique, elle s'allie avec les Carthaginois contre Rome, en devenant la base navale du frère d'Hannibal Barca, Magon, d'où en -205, il appareille vers Gênes, la pillant. 
Devenue un repaire de pirates, elle est soumise par le proconsul Paul Émile en -181. Nommée Albingaunum, elle obtient, ainsi que ses territoires intérieurs, le droit latin en -89 et la citoyenneté romaine en -45. Jules César lui confère le statut de municipe. 
À l'époque de l'Empire romain l’urbanisation d’Albingaunum est importante ; son territoire s'étend le long de la côte depuis San Remo jusqu'à Finale Ligure et, dans l'arrière pays, sur la haute vallée du Tanaro. 
Au Ve siècle, la cité est conquise par les Goths et totalement détruite. L’empereur romain d'Occident Constance III la reconquit au milieu du Ve siècle av. J.-C. et construisit le baptistère.

## Dans le centre historique d’Albenga
Du fait de sa destruction au Ve siècle par les Goths, Albingaunum a laissé peu de traces dans le centre d’Albenga. Le plan en damier de la ville reprend le tracé antique. Les Via Enrico d'Aste et Ricci suivent le tracé de l'ancien Decumanus. La Via Medaglie d'Oro était le Cardo de la ville romaine. La Loggia dei Quattro Canta est au carrefour de ces deux voies antiques.
Le Musée civique conserve une mosaïque romaine du  Ier siècle. La cargaison d’une épave romaine trouvée à proximité d’Albenga est visible au Musée naval romain.
Près de la cathédrale, le baptistère paléo-chrétien abrite une remarquable mosaïque d’abside du Ve siècle.

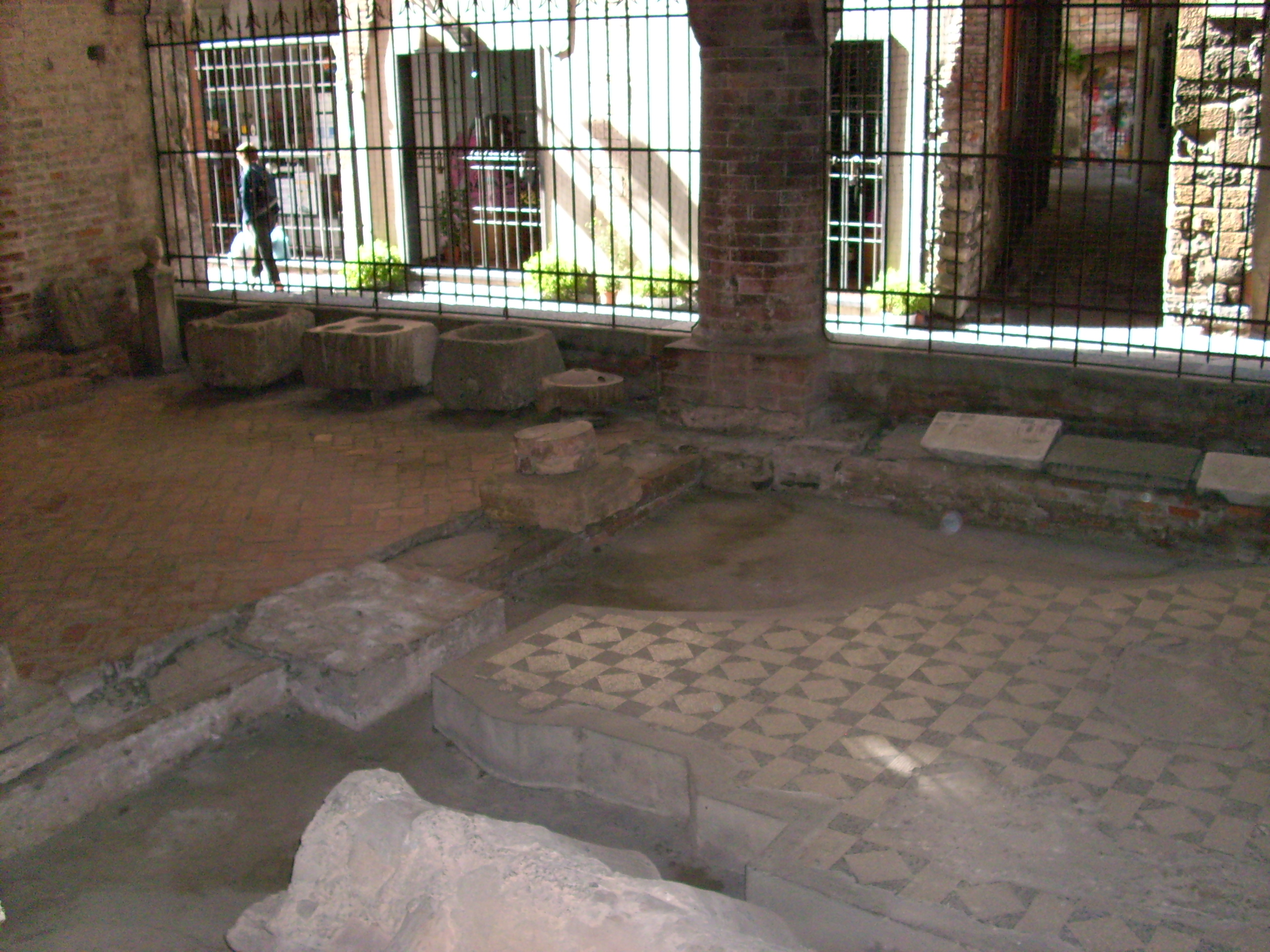
Mosaïque romaine du  Ier siècle.
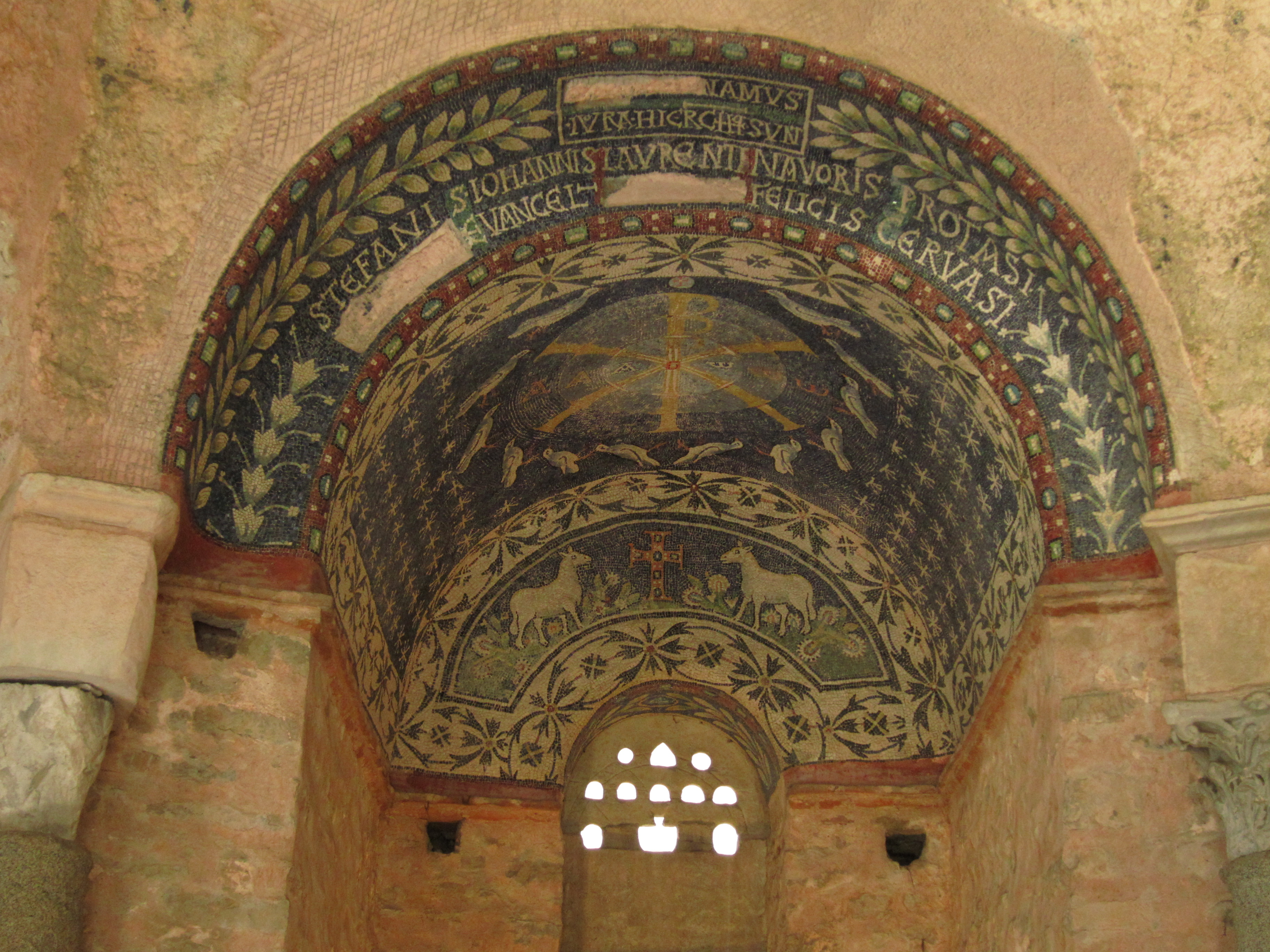
Mosaïque d’abside du Ve siècle du baptistère paléo-chrétien.

## Thermes romains près de la Centa
Au  bord du fleuve Centa des fouilles récentes ont mis au jour un site archéologique. Un complexe thermal romain d’au moins 2 000 m2 a été construit entre le Ier siècle et le IIIe siècle. Les ruines d’une partie du calidarium sont actuellement encore visibles.
Un vaste sanctuaire paléo-chrétien avec des fonts baptismaux (pour baptême par immersion) et une nécropole ont été implantés sur le site romain au Ve siècle. 
L’église San Clemente, désormais ruinée, a été construite sur le site paléochrétien au XIIIe siècle.  
Le site figure sur la liste 1996 de l’Observatoire mondial des monuments regroupant des « biens culturels importants en danger ».

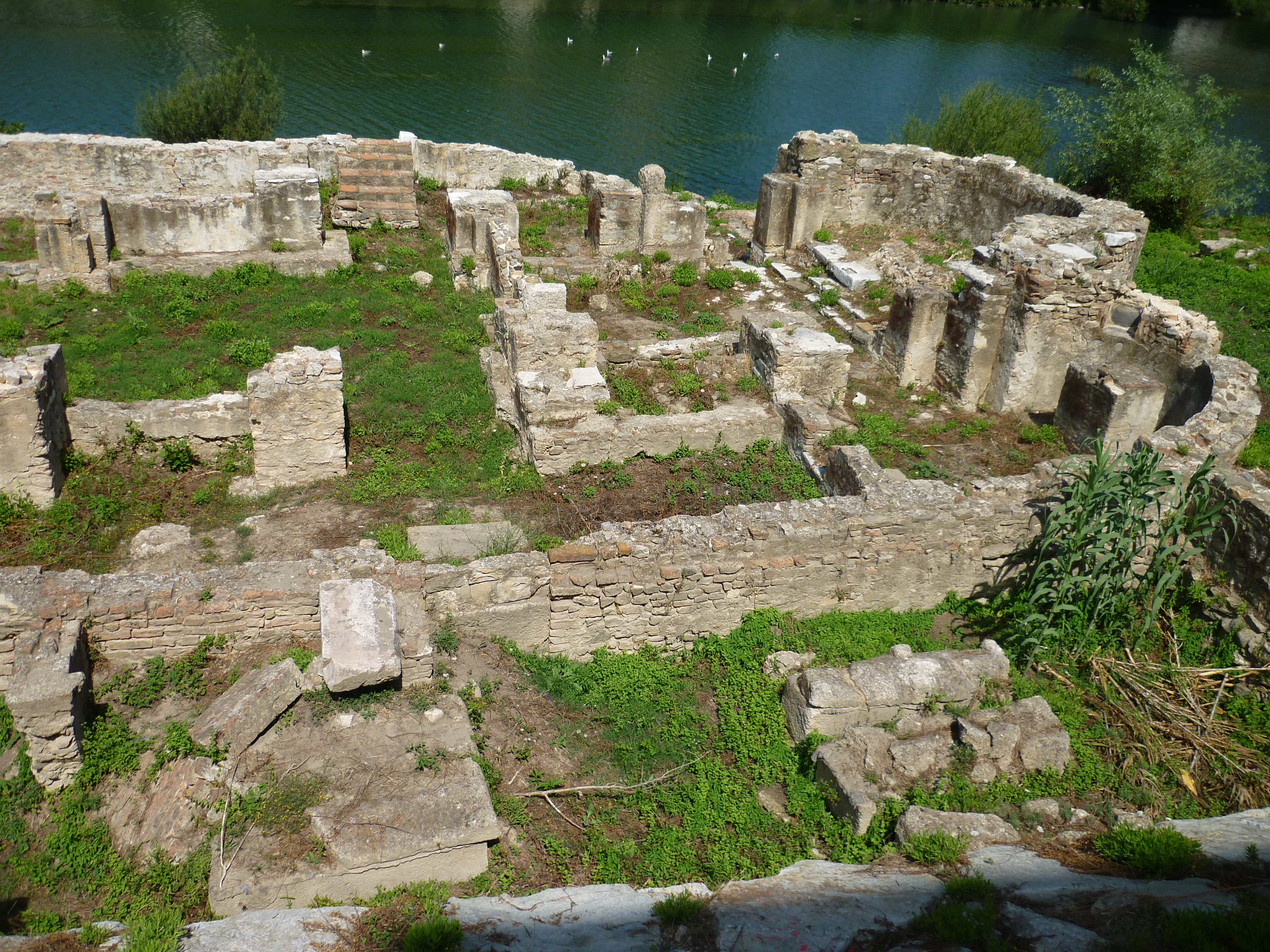
Site archéologique d'Albenga

## Sur laVia Julia Augusta
Les vestiges les plus suggestifs de l’antique Albingaunum se trouvent sur l’autre rive du fleuve où se trouvait l’oppidum des Ligures Ingauni.
Le Pilone, un ancien tombeau romain surmonté d’une tour, et un amphithéâtre du IIe siècle sont visibles sur le secteur de Punta San Martino. 
Ces vestiges marquent l’entrée de la Via Julia Augusta dont un tronçon bien conservé forme un agréable parcours archéologique de six kilomètres. La Via est longée par les restes de nombreux tombeaux romains .

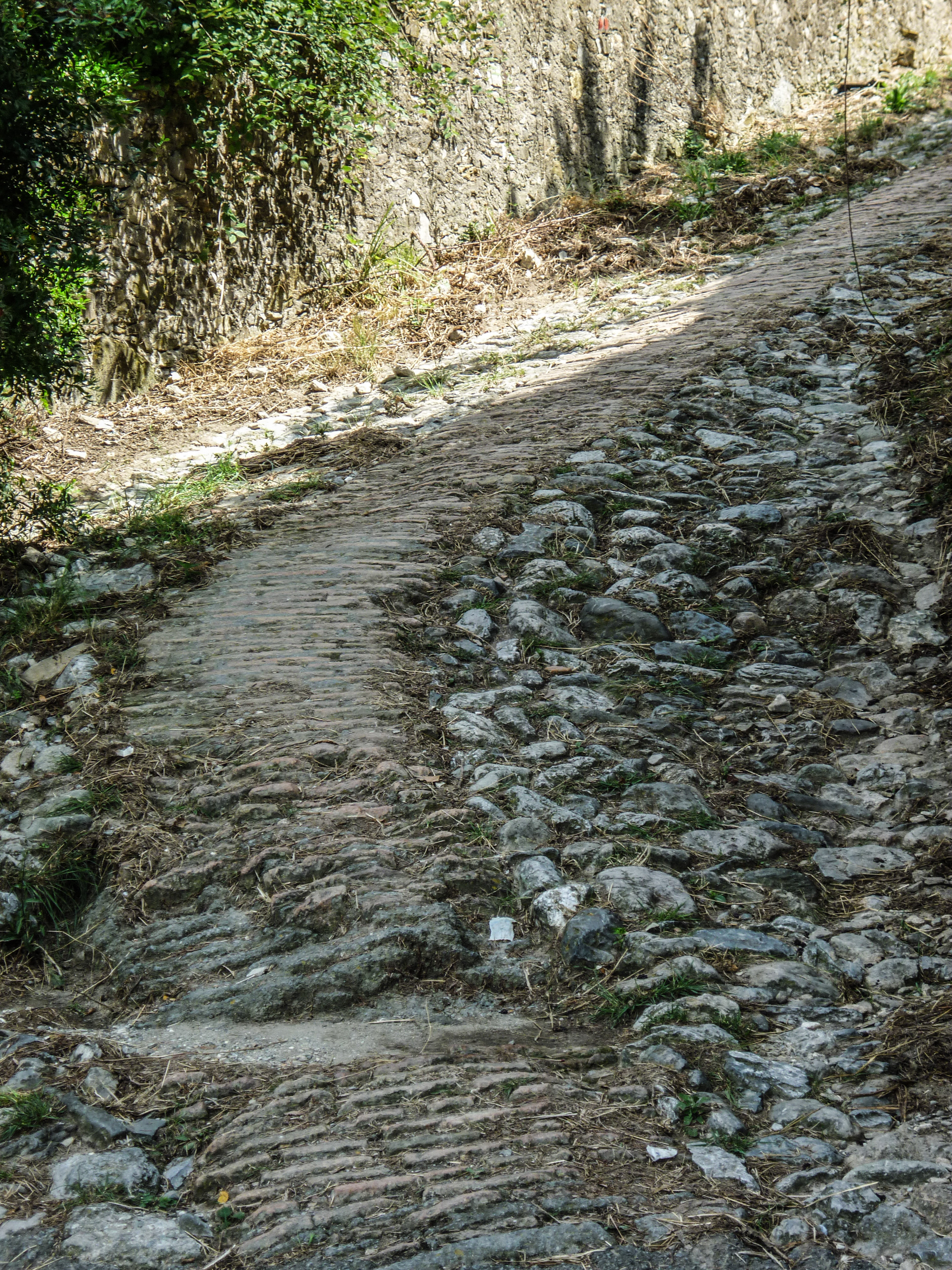
La Via Julia Augusta.
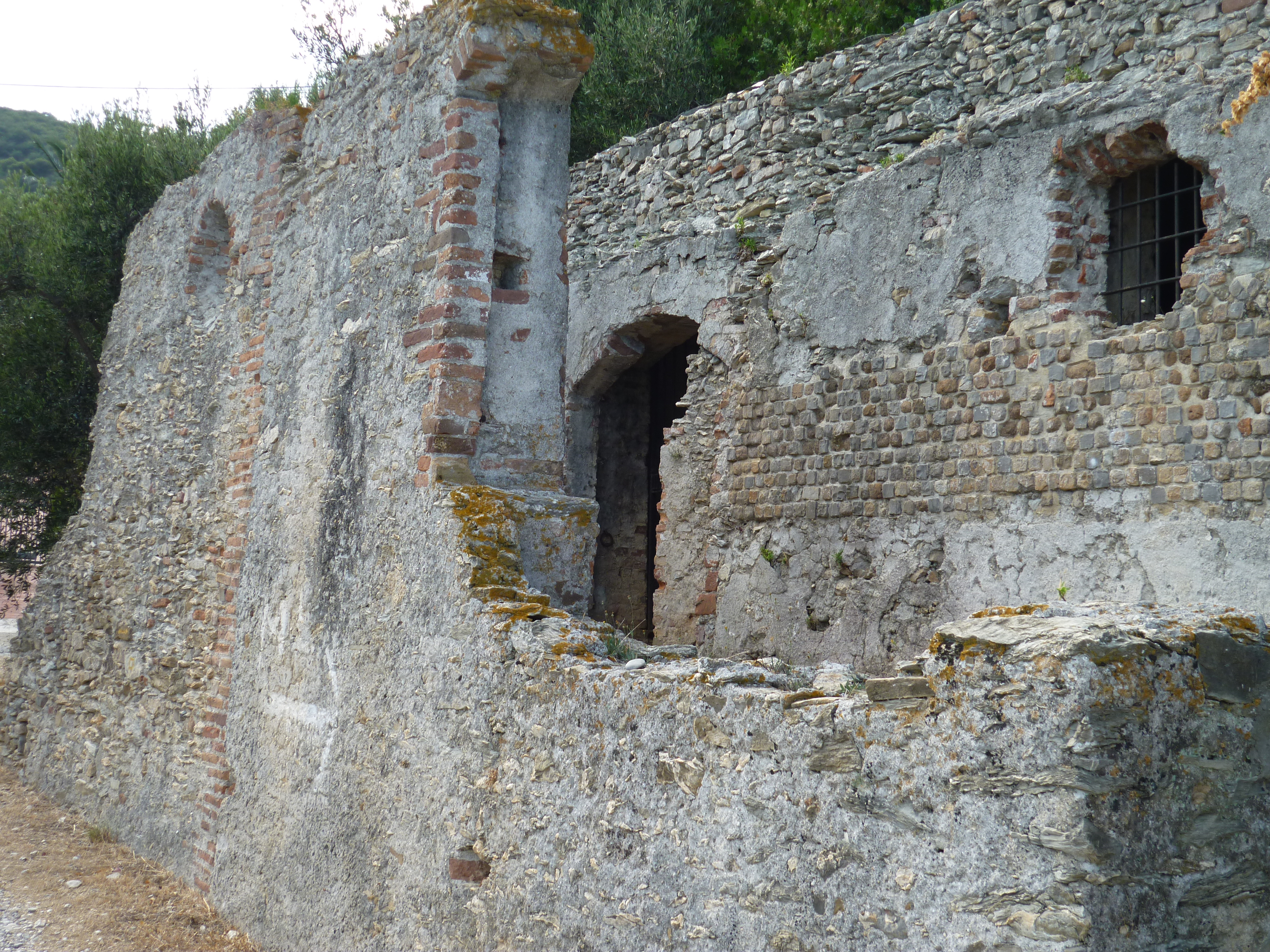
Tombeau romain de la Via Julia Augusta.